# Alejandra Pizarnik
Flora Alejandra Pizarnik (Avellaneda, 29 de abril de 1936 – Buenos Aires, 25 de setembro de 1972) foi uma poeta, ensaísta e tradutora argentina.
Estudou Filosofia e Letras na Universidade de Buenos Aires e, mais tarde, pintura com Juan Batlle Planas. Entre os anos de 1960 e 1964, Pizarnik viveu em Paris, onde trabalhou pára a revista Cuadernos e algumas editoras francesas; publicou poemas e críticas literárias em vários jornais e traduziu obras de Antonin Artaud, Henri Michaux, Aimé Césaire e Yves Bonnefoy. Além disso, estudou história das religiões e literatura francesa na Sorbonne Université. Depois de sua volta a Buenos Aires, Pizarnik publicou três de seus principais volumes: Los trabajos y las noches, Extracción de la piedra de locura e El infierno musical, bem como seu trabalho em prosa "La condesa sangrienta".
Em 1969, recebeu uma bolsa de estudos Guggenheim, e em 1971, uma Fullbright. Em 25 de setembro de 1972, enquanto passava um fim de semana fora da clínica psiquiátrica onde estava internada, Pizarnik morreu em decorrência de uma sobredose, depois de ingerir cinquenta comprimidos de um barbitúrico conhecido comercialmente como Seconal. Seus trabalhos e sua poesia deixaram um valioso legado para a literatura latinoamericana. A partir da volta da democracia na Argentina, a figura de Pizarnik, bem como muitas outras escritoras do boom latinoamericano, experimentou um auge, o que resultou na primeira compilação de seus textos, Textos de Sombra y últimos poemas (1982), seguido de sua primeira biografia, Alejandra (1991), de parte de Cristina Piña. Mais recentemente, publicaram-se também seus Diarios (2013).
Atualmente, as obras A condessa sangrenta (2011); Os trabalhos e as noites (2018); Árvore de Diana (2018); Extração da pedra da loucura (2021) e O inferno musical (2021) estão traduzidas para o português.

## Biografia
Flora Alejandra Pizarnik nasceu em 29 de abril de 1936. Filha de uma família de imigrantes ucraniano-judeus, Elías Pizarnik e Rejzla (Rosa) Bromiker, ambos provenientes da cidade de Rivne, Ucrânia. Assim como muitas famílias imigrantes de sobrenomes eslavos, seu sobrenome original, Pozarnik, sofreu uma adaptação para a língua castelhana ao se instalarem na Argentina. Tinha uma irmã mais velha, Myriam Pizarnik de Nesis, nascida em 1934. Após cursar estudos de filosofia e jornalismo, os quais não terminou, Pizarnik começou sua formação artística com o pintor surrealista Batlle Planas.
Quando retornou à Argentina, publicou algumas de suas obras mais destacadas; seu valor foi reconhecido com a concessão das prestigiosas bolsas Guggenheim (1969) e Fullbright (1971), que no entanto não chegou a completar. Os últimos anos de sua vida estiveram marcados por sérias crises depressivas que a levou a tentar suicídio em várias ocasiões. Passou seus últimos meses internada num centro psiquiátrico de Buenos AIres.
No dia 25 de setembro de 1972, em decorrência de um fim de semana longe da clínica psiquiátrica, cometeu suicídio com uma sobredose de secobarbital. Tinha 36 anos.
Publicou seus primeiros livros na década de 1950, mas só a partir de Árvore de Diana (1962), Os trabalhos e as noites (1965) e Extração da pedra da loucura (1968), Alejandra Pizarnik encontrou seu tom mais pessoal, ao mesmo tempo que era influenciada pelo automatismo surrealista e pela busca por uma precisão racional. Nessa tensão, esses poemas movem-se deliberadamente desprovidos de ênfase e muitas vezes até carentes de forma, como anotações alusivas e herméticas de um diário pessoal. Sua poesia, sempre intensa, por vezes lúdica e por vezes visionária, caracterizou-se pela liberdade e autonomia criativa.
Sua obra lírica compreende sete poemários: La tierra más ajena (1955), La última inocencia (1956), Las aventuras perdidas (1958), Árvore de Diana (1962), Os trabalhos e as noites (1965), Extração da pedra da locura (1968) e O inferno musical (1971). Após sua morte, diferentes edições de suas obras foram publicadas, destacam-se Textos de sombra y últimos poemas (1982), que inclui a obra teatral Los poseídos entre lilas e a novela La bucanera de Pernambuco o Hilda la polígrafa. Também postumamente foi reeditado o conjunto de seus textos no volume Obras completas (1994); suas cartas ficaram recolhidas em Correspondência (1998). Em 2017 foi publicada a Prosa Completa e Nueva Correspondencia (1955-1972); em 2013 foi publicado Diarios a cargo de Ana Becciú.

### Infância
Segundo a própria autora relata em seus escritos íntimos, sua infância foi difícil, e mais adiante a poeta utilizará estes acontecimentos familiares para construir sua figura poética. Cristina Piña, sua biógrafa, expõe duas fissuras importantes que marcaram a vida da poeta: a constante comparação com a irmã maior promovida por sua mãe, e a condição estrangeira da família. Na adolescência, teve graves problemas de acne e uma grande tendência a aumentar de peso. Os problemas de asma, tartamudez e autopercepção física da poeta prejudicaram sua autoestima: trata-se de «essa sensação de angústia trazida pela falta de ar asmática e que, muitos anos mais tarde, e já transformada em Alejandra, Bluma [seu apelido na infância] interpretaria como a manifestação de uma angústia metafísica precoce». Este fato aumentou a diferença entre ela e Myriam, sua irmã mais velha, que possuía todas as qualidades que seus pais apreciavam: «essa Myriam magra e bonita, loira e perfeita segundo o ideal materno, que fazia tudo certo, não gaguejava e não tinha asma, nem causava problemas na escola». Além disso, a sombra do nazismo e a Segunda Guerra Mundial eram constantes entre os pais de Pizarnik, o que «obscurecia» a infância das duas –diante dos horrores do nazismo e dos acontecimentos da Segunda Guerra Mundial e as notícias sobre a família massacrada em Rivne».

### Primeiros anos e juventude
Durante este período, Pizarnik começou a descobrir-se como um ser diferente, integrando em seu carácter, considerado caótico e instável, a necessidade de ser reconhecida pelos demais (apesar da discordância consigo mesma). «Bluma», como era chamada por sua família, começou a rechaçar este apelido e, com isso, também os laços familiares, sobretudo com sua mãe, com quem não matinha um bom relacionamento. «Suponho que teve a ver com a vontade de ser outra pessoa, de abandonar a Flora, Bluma, Blímele da infância e adolescência e construir-se com uma identidade diferente a partir dessa marca decisiva que é o nome próprio, essa inscrição da lei e do desejo paterno e materno no sujeito que nos tornamos.». Durante a adolescência, sua entrada no mundo das letras marca o início da ruptura: «Já no ensino médio, Bluma estava fascinada pela literatura. Não apenas aquela ensinada na escola ou aquela que, secretamente, ia descobrindo e compartilhando com as colegas—Faulkner, Sartre—, mas também aquela que ela mesma escrevia». O existencialismo, a liberdade, a filosofia e a poesia foram os tópicos de leitura favoritos da poeta, bem como a identificação, que ela manteve durante toda sua vida com Antonin Artaud, Rimbaud, Baudelaire, Mallarmé, Rilke e o surrealismo; reconhecimento pelo que tem sido considerada um poeta maldita.
Pizarnik não se enquadrava ao modelo ideal de estudante durante sua permanência no ensino médio, «o protótipo de adolescente que moldou o imaginário social entre as famílias de classe média argentinas está relacionado com a modéstia e a discrição, o bom comportamento e a dedicação aos estudos». É um processo que resultou em uma jovem mulher rebelde, excêntrica e subversiva em relação à imagem do adolescente dos anos cinquenta: «ocorrem mudanças notáveis e definitivas que moldarão sua personalidade e a transformarão na "garota estranha" da escola, cheia de excentricidades e, para alguns pais, na imagem exatamente oposta à que aspiravam para suas filhas». A autoconcepção de seu corpo assumiu uma importância médica quando as anfetaminas ganharam destaque em seu estilo de vida: sua obsessão com o peso corporal deu início à uma progressiva dependência de medicamentos, «aqueles que a conheceram nessa época e depois souberam de seu vício progressivo — alguém recordou que sempre se referia à casa de Alejandra como “A farmácia” devido à abundância de psicofármacos, barbitúricos e anfetaminas que transbordavam de seu armário de remédios»; vício que tomaria outro nível nos anos posteriores, próximos de sua morte.
Soma-se a esta anticonvencionalidade a paixão, cada vez maior, pela literatura. Leitora de muitos e grandes autores ao longo de sua vida, Alejandra tentou aprofundar-se nos temas de suas leituras e aprender com o que outros haviam escrito. Também leitora de filosofia existencialista: O ser e o nada, O existencialismo é um humanismo, Os caminhos da liberdade. Desse modo, a leitora também se tornou criadora: fazia circular seus próprios textos com «o desejo de se destacar, de triunfar».
Pode-se enumerar o surgimento de temas poéticos recorrentes durante este período: a busca de identidade, a construção da subjetividade, a infância perdida e a morte. «Já desde sua juventude inicial, uma fascinação que se tornará a marca de sua escrita e, de certa forma, o sinal de sua vida: a morte».

### Educação
Em 1953, formou-se no ensino médio com grandes dúvidas, «O temor ao futuro me prevê sigilosamente: o que será de mim?», no ano seguinte, em 1954, Pizarnik ingressou na Faculdade de Filosofia e Letras da Universidade de Buenos Aires. Nesta época, Alejandra também começou a escrever em seu diário, iniciando o primeiro registro manuscrito em 23 de setembro do mesmo ano. Suas expectativas acadêmicas tornavam impossível para ela permanecer em um único lugar, «conforme é demonstrado pelo fato de ela ter passado da carreira de Filosofia para Jornalismo, depois para Letras, ter frequentado a oficina do pintor Juan Batlle Planas e, por fim, abandonado completamente os estudos sistemáticos e formais para se dedicar inteiramente à tarefa de escrever». De acordo com sua irmã Myriam, sua mãe ficou ligeiramente desapontada com Alejandra, pois esperava que ela optasse pela carreira de medicina ou direito, as mais comuns entre a maioria das mulheres estudantes da época. No entanto, apesar disso, várias perspectivas brilharam neste horizonte, como as discussões com Luisa Brodheim (colega de Filosofia e Letras) e a cátedra de Literatura Moderna ministrada por Juan Jacobo Bajarlía. Bajarlía atuou como protetor e guia na carreira literária de Pizarnik: corrigia seus primeiros textos poéticos e a apresentou ao seu primeiro editor, Arturo Cuadrado, além de vários artistas surrealistas da época, como Juan Batlle Planas, Oliverio Girondo e Aldo Pellegrini.
Durante este caminho de aprendizado, ela leu obras de Proust, Gide, Claudel, Kierkegaard, Joyce, Leopardi, Yves Bonnefoy, Blaise Cendrars, Artaud, Andrè Pieyre de Mandiargues, George Schehadé, Stéphane Mallarmé, Henri Michaux, René Daumal e Alphonse Allais. Pizarnik encontrou neles marcas de sua própria identidade «porque através dessa “escrita” secreta que são os sublinhados, pode-se acompanhar e capturar a construção de sua subjetividade, bem como perceber seus grandes problemas internos daquela época». As leituras se tornaram temas que construíram seu personagem poético: a atração pela morte, a órfandade, a sensação de ser estrangeira, a voz interna, o onírico, Vida-Poesia e a subjetividade.
Desta época, Alejandra também iniciou suas sessões de terapia com León Ostrov, o que foi um evento fundamental em sua vida e em sua poesia (vale lembrar que um de seus poemas mais famosos «El despertar» foi dedicado a ele). Graças à Ostrov, Pizarnik foi motivada precocemente pela conexão entre literatura e inconsciente, o que por sua vez despertou seu interesse pela psicanálise, «isso significou um elemento fundamental para a constituição de sua prática poética e, com o tempo, tornou-se um instrumento privilegiado para investigar sua subjetividade». Não apenas buscava restaurar sua autoestima e diminuir a ansiedade, mas também era um exercício poético no qual refletia sobre a subjetividade e os problemas internos.

### Pizarnik em Paris
Alejandra Pizarnik decidiu embarcar em uma viagem para Paris, confirmada, de acordo com os registros em seus diários, em 31 de dezembro de 1959. Pizarnik permaneceu na cidade entre 1960 e 1964; lá ela se desenvolveu como tradutora, jornalista e leitora de escritores franceses (incluindo o uruguaio, filho de um diplomata francês, Isidore Ducasse, Conde de Lautréamont). Paris foi para a poeta um refúgio literário e emocional, «sozinha ou com amigos, trocar um olhar cúmplice com os belos olhos azuis de Georges Bataille, fazer cadáveres esquisitos até o amanhecer, perder-se nas galerias do Louvre ou descobrir a beleza impossível do unicórnio no museu de Cluny. A articulação perfeita de solidão e companhia que, como uma luz intermitente, Alejandra necessitava para viver». Trabalhou na revista Cuadernos, um trabalho «talvez obtido graças a Octavio Paz, na época encarregado cultural da Embaixada do México na França, que a apresentou a Germán Arciniegas, diretor da revista Cuadernos para la Libertad de la Cultura da UNESCO, ou talvez graças ao próprio Julio Cortázar, que trabalhava no órgão internacional» e em algumas editoras francesas. «Havia algo radicalmente incompatível entre Alejandra e qualquer tipo de trabalho que não fosse o exigente e lúcido polimento de sua própria linguagem, a materialização dessas refinadas histórias que ela escrevia na sua época em Paris, os artigos com os quais posteriormente contribuiria na Revista Sur, Zona Franca, La Nación e outras publicações». Publicou poemas e críticas literárias em vários jornais, traduziu Antonin Artaud, Henri Michaux, Aimé Césaire, Yves Bonnefoy (do qual fez uma tradução com Ivonne Bordelois) e Marguerite Duras. Além disso, estudou história das religiões e literatura francesa na Sorbonne. Lá, fez amizade com Julio Cortázar, Rosa Chacel e Octavio Paz. Este último foi quem escreveu o prólogo de Árvore de Diana (1962), seu quarto livro de poesia, no qual já se reflete plenamente a maturidade como autora que estava alcançando na Europa. Finalmente, «em 1964 retornou a Buenos Aires como uma poeta madura que, de certa forma, já havia configurado definitivamente sua poética e apenas precisava de tempo para desenvolver o programa de sua criação».

### Relações pessoais
Foi durante a adolescência o momento de descoberta da sexualidade. Pizarnik transitava entre duas tendências: às vezes, era uma garota rebelde que controlava sua sedução e se mostrava ousada e sensual; no entanto, também era uma garota tímida, caracterizada pelo silêncio e informalidade. Durante sua adolescência, ela conheceu Luisa Brodheim (companheira de Filosofia e Letras), Juan Jacobo Bajarlía, Arturo Cuadrado, e vários artistas surrealistas da época, como Juan Batlle Planas, Oliverio Girondo e Aldo Pellegrini. Após esse período, realizou uma viagem a Paris, onde se cercou de intelectuais com quem compartilhava festas e conversas artísticas: entre eles, destacam-se Orphée e Miguel Ocampo, Eduardo Jonquières e sua esposa, Esther Singer e Italo Calvino, André Pieyre de Mandiargues e Bonna, sua esposa, Julio Cortázar e Aurora Bernárdez, Laure Bataillon, Paul Verdevoye, Roger Caillois e sua esposa, Octavio Paz, Roberto Yahni, Ivonne Bordelois, Sylvia Molloy e Simone de Beauvoir. Em 1965, ela expôs suas pinturas e desenhos com Mujica Lainez, «os pintores e escritores que se reuniam no “El Taller” —Alberto Guirri, Raúl Vera Ocampo, Enrique Molina, Olga Orozco, Mujica Lainez e muitos outros— e na Revista Sur». Suas correspondências entre 1955 e 1972 com autores como Sylvia Molloy, Silvina Ocampo e Manuel Mujica Lainez foram publicadas postumamente, sendo a edição mais recente a da editora Lumen, publicada em 2025.
Seus biógrafos e pesquisadores de sua obra destacaram a sexualidade de Pizarnik, que fluía entre variantes lésbicas e bissexuais, pressionada também pelas exigências sociais de ocultamento, o que promoveu um apagamento de sua sexualidade. A sexualidade de Pizarnik foi deliberadamente ocultada por seus herdeiros e pela curadoria de seu testamento, censurando mais de cento e vinte fragmentos de seus diários pessoais, publicados pela editora Lumen em três edições diferentes, em 2003, 2013, e a mais recente, em 2022, a cargo de Ana Becciú. Diversos estudos analisam o impacto de sua sexualidade em sua obra.

### Queda emocional
A crítica menciona que a fusão entre vida e poesia de Pizarnik alimentou as crises depressivas e os problemas de ansiedade que ela enfrentava. Ana Calabrese, amiga de Alejandra Pizarnik, «considera em parte responsável pela morte de Alejandra o mundo literário da época, que a encorajava e celebrava no papel de enfant terrible que ela representava. Segundo Ana, esse ambiente foi o que não permitiu que ela saísse de seu personagem, esquecendo-se da pessoa que estava por trás». No entanto, um evento que marcou sua vida foi a morte de seu pai em 18 de janeiro de 1967: «Elías morreu de um infarto. Alejandra estava em Buenos Aires e só avisou à sua amiga íntima Olga Orozco, que foi ao velório para acompanhá-la». Desde este momento, as entradas em seus Diários se tornaram mais sombrias: «Morte interminável, esquecimento da linguagem e perda de imagens. Como eu gostaria de estar longe da loucura e da morte […] A morte do meu pai tornou minha morte mais real».
Durante o ano de 1968, Pizarnik mudou-se com sua namorada, a fotógrafa Martha Isabel Moia, e junto a a essas mudanças somou-se sua contínua dependência de medicamentos: «Também chegaram as pílulas que cada vez mais ela considerava necessárias para explorar a noite e a escrita ou convocar o sono, sempre correndo o risco de confundir e intensificar, em vez de apaziguar, a angústia que a estimulava a realizar essas chamadas telefônicas emergenciais às quatro da manhã, os quais, como recordava Enrique Pezzoni, podiam levar ao limite do assassinato aqueles que mais a amavam». A busca de Alejandra por encontrar na França um país ao qual pertencer marcou o início do seu desgaste emocional, «os amigos apontam que, após o seu retorno desta viagem frustrada, Alejandra iniciou um lento processo de reclusão progressiva que culminaria numa primeira tentativa de suicídio, em 1970. Não é que ela tenha deixado de se encontrar com os habituais frequentadores do seu reino pessoal — inclusive novos amigos surgiram, como Antonio López Crespo e Martha Cardoso, Ezequiel Saad, Fernando Noy, Ana Becciú, Víctor Richini, Ana Calabrese, Alberto Manguel, Martha Isabel Moia, Mario Satz, César Aira, Pablo Azcona, Jorge García Sabal — mas sim que a alegria "nômade" foi diminuindo e cada vez mais sua casa se tornou o lugar de encontro».

### Últimos anos e morte
Durante seus últimos anos, após a publicação de "Extração da pedra da loucura" (1968), ela publicou suas duas últimas obras em meio a uma profunda depressão, "O infierno musical" (1971) e "Genio Poético" (1972), além de uma edição em formato de livro de seu ensaio de 1965, "A Condessa Sangrenta" (1971).Durante seu último ano de vida, em colaboração com Arturo Carrera -a quem ela conheceu após seu retorno a Buenos Aires, em 1966- produziu uma gravação de cerca de três minutos e meio do primeiro poema dele, Escrito con un Nictógrafo (1972), além de apresentá-lo no Centro de Arte e Comunicação de Buenos Aires, o que constitui o único registro existente de sua voz.
Em 24 de setembro de 1972, Alejandra reencontrou seu amigo Roberto Yahni depois de anos e pediu emprestado o livro "Névoa", de Miguel de Unamuno publicado em 1914. Foi uma das últimas vezes que foi vista com vida. No dia seguinte, em 25 de setembro de 1972, aos 36 anos, Alejandra Pizarnik morreu devido a uma overdose de Seconal durante um fim de semana em que havia saído com permissão do hospital psiquiátrico de Buenos Aires, onde estava internada devido ao seu quadro depressivo e após duas tentativas de suicídio. Sua irmã Myriam testemunhou os eventos daquele dia no terceiro capítulo do ciclo Memoria Iluminada dedicado a ela:«Minha mãe me ligou dizendo que Alejandra havia sido internada de novo, então fui ao Pirovano, onde ela esteve várias vezes internada, na entrada disseram que ela não estava internada, mas eu insisti [...]. Era quase noite, então comecei a andar pelos corredores escuros, cheguei à sala de psicopatologia, onde pensava encontrá-la, mas não sabia onde [...] e foi lá que disseram que ela já estava morta, então fui para o local onde o corpo estava, meu marido depois a reconheceu, eu também tive que ir à delegacia». No dia seguinte, «terça-feira, dia 26, o velório extremamente triste na nova sede da Sociedade Argentina de Escritores, que praticamente foi inaugurada para velá-la». Na lousa de seu quarto foram encontrados os últimos versos da poeta:
não quero ir
nada mais
que até o fundo
Seus restos descansam no Cemitério Israelita de La Tablada.

## Estilo
A obra de Alejandra Pizarnik possui um estilo poético em que é possível afirmar como uma pergunta constante: «Sempre é a mesma pergunta: de que sou culpada?, por que esse sofrimento eterno?, o que fiz para merecer tantos golpes duros e ruins?» A necessidade de reconhecimento afeta Pizarnik, dando espaço para uma das muitas ambivalências que ela sofreu: «Temo que meus desejos de escrever não sejam mais do que meios para alcançar o fim desejado de sucesso, glória, fé em mim. Também podem ser desculpas, já que não estudo “a sério”, já que não vivo “a sério”. Pode ser também que, dada minha escassa facilidade de expressão oral, eu recorra ao papel para não me engasgar, para cuspir o fogo das minhas angústias». Para Alejandra, escrever não apenas representava o reconhecimento, mas também a possibilidade de desabafar, de expressar essa sensibilidade que ela possuía. Embora Pizarnik estivesse convencida de que a comunicação oral não era uma opção viável para se expressar, ela encontrou na escrita uma maneira de transmitir seus sentimentos, evoluindo assim da linguagem poética para um tipo de silêncio construtivo-destrutivo que permite ao leitor viver e reviver a visão interna da poeta: «Pizarnik construiu sua identidade a partir de um sentimento de excepcionalidade, e acreditar que estava predestinada a ser uma grande escritora serviu para justificar seu fracasso na vida pessoal».
O estrangeirismo (sensação de não pertencimento) é outro dos temas presentes em sua poesia «Em Pizarnik, a alteridade judaico-argentina a tornou uma estranha, uma personagem sem lugar na sociedade, com poucas chances de se dissolver na massa amorfa e atomizada de uma comunidade». Há, na obra de Pizarnik, uma influência das obras de Silvina Ocampo - com quem possui correspondências publicadas pela editora Lumen- , como a retratação da morte e da infância como eixos ambivalentes mais importante: a infância é a exceção da realidade, sendo assim, representa a vida, o paraíso desejado para uma poeta que busca reinventar esse período que nunca foi satisfatório: «Eu não sei sobre a infância / mais do que um medo luminoso / e uma mão que me arrasta / para minha outra margem / Minha infância e seu perfume / de pássaro acariciado». Ela exalta a delicadeza do caráter infantil, mas também o perigo que a rodeia; dentro desse medo está a carência: «Porque às vezes não sou muito má comigo, às vezes, no meio daquela desgraça e do anoitecer, me digo palavras lentas, calorosas, de uma delicadeza que me faz chorar, porque são aquelas que ninguém te diz, as que jamais te disseram, nem mesmo quando cabias na palma de uma mão». Não apenas o desejo de atenção e amor envolve o último fragmento, mas também a imagem da criança solitária se mostra mais expressiva do que nunca. A morte, ao contrário, está sempre presente, sua poesia flerta com ela assim como com a loucura e foge assim que a sente próxima. Ela se esconde na escuridão e a acolhe como lar: «Lá fora há sol / Eu me visto de cinzas».
Dentro do mundo pizarnikiano, um dos principais encontros é o da voz múltipla: «dá a impressão de que a argentina não se aproxima do poema para dizer o que vê ou o que pensa, mas sim, mais para ouvir o que sentem as demais: as que foram, as que serão e as que são nela!». Toda a poesia de Pizarnik é um diálogo infinito entre ela e todas as que ela é: «a língua comum se transforma e se torna estranha. Ela constrói uma linguagem poética que abandona conscientemente qualquer ancoragem no real referencial». É uma voz do "eu" que está por trás do "eu", mesmo que este se afaste. A busca infinita pelo que está perdido, uma jornada incessante que, até mesmo até o final de seus dias, a absorveu em uma terrível ambivalência: o paraíso infantil e a tentação da morte, a alienação absoluta e a vocação amorosa. Enrique Molina expressa: «TToda a sua poesia gira em torno desses dois polos magnéticos, duas solicitações extremas que se fundem em sua voz». Francisco Cruz comenta: «A pretensão de que o lugar do "eu" seja o poema, conduz à necessidade de que o "eu" seja, por sua vez, o lugar do poema».

## Prêmios e distinções
- Prêmio Municipal de Poesia (1965)
- Bolsa Guggenheim em Artes América Latina e Caribe (1969)
- Bolsa Fulbright (1971)

## Obra
Alejandra Pizarnik deixou como legado uma vasta obra, apesar de sua vida curta: um diário de quase mil páginas, um extenso conjunto de poemas, escritos e curtos relatos surrealistas e novelas.
- La tierra más ajena, 1955
- Un signo en tu sombra, 1955
- La última inocencia, 1956
- Las aventuras perdidas, 1958
- Árbol de Diana, 1962
- Los trabajos y las noches, 1965
- Extracción de la piedra de locura, 1968
- Nombres y figuras, 1969
- Poseídos entre lilas, 1969 (obra de teatro)
- El infierno musical, 1971
- La condesa sangrienta, 1971
- Los pequeños cantos, 1971
- Genio Poético, 1972

### Publicações póstumas
- El deseo de la palabra, 1975 (seleção de poemas e textos críticos que Alejandra elaborou com Antonio Beneyto e Martha I. Moia)
- Una noche en el desierto, 1978
- Entrevistas, 1978
- Zona prohibida, 1982 (desenhos e poemas, muitos deles esboços de peças publicadas em Árvore de Diana)
- Poemas, 1982
- Textos de Sombra y últimos poemas, 1982
- Correspondencia Pizarnik, 1998
- Obras completas, 2000
- Poesía completa, 2000
- Prosa completa, 2002
- Diarios, 2003
- Nueva Correspondencia (1955-1972), 2017

### Obras traduzidas
- A condessa sangrenta, 2011
- Os trabalhos e as noites, 2018
- Árvore de Diana, 2018
- Extração da pedra da loucura, 2021
- O inferno musical, 2021.

A apreciação, traduções e estudos sobre sua obra cresce paulatinamente, com edições completas de sua prosa, poesia e diários em alguns países.